# Liste der denkmalgeschützten Objekte in Vomp
Die Liste der denkmalgeschützten Objekte in Vomp enthält die 27 denkmalgeschützten, unbeweglichen Objekte der Gemeinde Vomp.

## Denkmäler
| Foto |                 | Denkmal | Standort                                                 | Beschreibung | Metadaten |
| ---- | --------------- | --- | -------------------------------------------------------- | --- | --- |
| ja   | Datei hochladen | Friedhof HERIS-ID: 90617 Objekt-ID: 105315 TKK: 116460                                                      | gegenüber Dorf 20 Standort KG: Vomp                      | Der alte Friedhof rund um die Pfarrkirche wurde um 1700 angelegt und ist von einer Mauer umgeben. Darin stehen das Kriegerdenkmal und die Totenkapelle. | BDA-Hist.: Q37747870 Status: § 2a Stand der BDA-Liste: 2025-06-30 Name: Friedhof GstNr.: 54 Friedhof Vomp |
| ja   | Datei hochladen | Kriegerdenkmal HERIS-ID: 90618 Objekt-ID: 105316 TKK: 29852                                                 | gegenüber Dorf 20 Standort KG: Vomp                      | Das Kriegerdenkmal an der Nordwestmauer des Friedhofs wurde 1923 von Franz Kobald geschaffen und 2003 umgestaltet. In einer Nische befinden sich Tafeln mit den Namen der Vermissten und Gefallenen beider Weltkriege, flankiert von lebensgroßen Figuren eines Soldaten sowie einer Mutter mit zwei Kindern. | BDA-Hist.: Q37747909 Status: § 2a Stand der BDA-Liste: 2025-06-30 Name: Kriegerdenkmal GstNr.: 54 |
| ja   | Datei hochladen | Totenkapelle HERIS-ID: 90619 Objekt-ID: 105317 TKK: 29854                                                   | gegenüber Dorf 20 Standort KG: Vomp                      | Die Totenkapelle wurde 1515 als Endstation eines von Schwaz ausgehenden Kreuzweges erbaut; das gotische Portal stammt noch aus dieser Zeit. Im Jahr 1688 erfolgte ein Umbau. | BDA-Hist.: Q37747943 Status: § 2a Stand der BDA-Liste: 2025-06-30 Name: Totenkapelle GstNr.: 54 |
| ja   | Datei hochladen | Mesnerhaus HERIS-ID: 55997 Objekt-ID: 64941 TKK: 116455                                                     | Dorf 26 Standort KG: Vomp                                | Das Gebäude stammt im Kern vermutlich aus dem 18. Jahrhundert und diente bis 1912 als Schulhaus. Der zweigeschoßige Mauerbau mit Satteldach ist über einen Mittelflurgrundriss erschlossen. | BDA-Hist.: Q38069346 Status: § 2a Stand der BDA-Liste: 2025-06-30 Name: Mesnerhaus GstNr.: 24/2 |
| ja   | Datei hochladen | Kath. Pfarrkirche hll. Petrus und Paulus HERIS-ID: 55999 Objekt-ID: 64943 TKK: 14807                        | gegenüber Dorf 26 Standort KG: Vomp                      | Die Pfarrkirche steht vom Friedhof umgeben mitten im Ort. Der zweischiffige gotische Bau mit Südturm entstand ab 1480. Der Innenraum wurde nach einem Brand im Jahr 1809 klassizistisch umgestaltet. Etliche Fresken sowie das Bild am Hochaltar stammen aus der Zeit um 1820. | BDA-Hist.: Q38069355 Status: § 2a Stand der BDA-Liste: 2025-06-30 Name: Kath. Pfarrkirche hll. Petrus und Paulus GstNr.: .1 Pfarrkirche hll. Petrus und Paulus, Vomp                                                                 |
| ja   | Datei hochladen | Anlage Benediktinerstift Fiecht HERIS-ID: 104934 Objekt-ID: 121829 TKK: 18002                               | Fiecht 5 Standort KG: Vomp                               | → Hauptartikel : Abtei St. Georgenberg-Fiecht f1 | BDA-Hist.: Q64031910 Status: § 2a Stand der BDA-Liste: 2025-06-30 Name: Anlage Benediktinerstift Fiecht GstNr.: .133, .134, .136, .137, .138, .139, .266, .376, 554, 560, 568, 570, 571, 572, 558/2, 559, 558/3, 3022/2 Stift Fiecht |
| ja   | Datei hochladen | Waschhaus HERIS-ID: 90628 Objekt-ID: 105326 TKK: 116453                                                     | Fiecht 55 Standort KG: Vomp                              | Das in den Hang gestellte Waschhaus stammt aus der ersten Hälfte des 19. Jahrhunderts. Der zweigeschoßige Mauerbau mit vorgezogenem Pfettendach und verschaltem Giebel ist giebelseitig über eine kleine Rampe und einen Segmentbogeneingang erschlossen. Aufgrund der Hanglage verfügt das hohe Kellergeschoß über einen eigenen Eingang an der Südseite. | BDA-Hist.: Q37748088 Status: § 2a Stand der BDA-Liste: 2025-06-30 Name: Waschhaus GstNr.: .198 |
| ja   | Datei hochladen | Bauernhof Bauhof HERIS-ID: 61220 Objekt-ID: 73631 TKK: 14959, 18605                                         | Fiecht 58 Standort KG: Vomp                              | | BDA-Hist.: Q38094946 Status: Bescheid Stand der BDA-Liste: 2025-06-30 Name: Bauernhof Bauhof GstNr.: .200 |
| ja   | Datei hochladen | Stallenalm HERIS-ID: 62489 Objekt-ID: 75043 TKK: 116454                                                     | Fiecht 61, im Stallental Standort KG: Vomp               | Die am Talschluss des Stallentals gelegene Alm gehört zur Abtei St. Georgenberg. Die am Türsturz 1773 datierte Almhütte ist ein eingeschoßiger Kantholzblockbau mit allseitig vorkragendem Satteldach und giebelseitig aufgeschlossenem Mittelflur. Die Tür ist als Pfostenstocktür ausgebildet, die Zwischenwände sind im Schwalbenschwanzstrick verbunden. In der linken Gebäudehälfte befindet sich die ursprünglich offene Feuerstelle, auf der gegenüberliegenden Seite eine einfache Stube, im hinteren Teile des Gebäudes ist der Vorratsraum zur Lagerung des Käses untergebracht. Der dazugehörige Stadel aus dem 20. Jahrhundert ist ein langgestreckter Kantholzblockbau mit Satteldach und traufseitig angefügtem Schweinestall. | BDA-Hist.: Q38099990 Status: Bescheid Stand der BDA-Liste: 2025-06-30 Name: Stallenalm GstNr.: .202/17 Stallenalm |
| ja   | Datei hochladen | Villa Hubertus HERIS-ID: 40364 Objekt-ID: 40290 TKK: 14945                                                  | Gaisberg 9 Standort KG: Vomp                             | | BDA-Hist.: Q37994327 Status: Bescheid Stand der BDA-Liste: 2025-06-30 Name: Villa Hubertus GstNr.: 214/2 Villa Hubertus, Vomp |
| ja   | Datei hochladen | Kalvarienbergkapelle zur Schmerzhaften Maria/Kreuzbühelkapelle HERIS-ID: 90600 Objekt-ID: 105297 TKK: 14841 | Gröben 24, in der Nähe Standort KG: Vomp                 | Die Kreuzbühelkapelle (Kreuzbichlkapelle) wurde im Jahre 1705 erbaut. An der Giebelwand befindet sich eine Kreuzigungsgruppe. Die Fresken stammen von Toni Kirchmayr aus dem Jahr 1930. | BDA-Hist.: Q37747696 Status: § 2a Stand der BDA-Liste: 2025-06-30 Name: Kalvarienbergkapelle zur Schmerzhaften Maria/Kreuzbühelkapelle GstNr.: .95                                                                                   |
| ja   | Datei hochladen | Schloss Sigmundslust HERIS-ID: 40365 Objekt-ID: 40291 TKK: 14944                                            | Gröben 53 Standort KG: Vomp                              | → Hauptartikel : Schloss Sigmundslust f1 | BDA-Hist.: Q16294541 Status: Bescheid Stand der BDA-Liste: 2025-06-30 Name: Schloss Sigmundslust GstNr.: .71/2 Schloss Sigmundslust                                                                                                  |
| ja   | Datei hochladen | Wirtschaftsgebäude Schloss Sigmundslust HERIS-ID: 25727 Objekt-ID: 22171 TKK: 14963                         | Gröben 54 Standort KG: Vomp                              | → Hauptartikel : Schloss Sigmundslust f1 | BDA-Hist.: Q64765096 Status: Bescheid Stand der BDA-Liste: 2025-06-30 Name: Wirtschaftsgebäude Schloss Sigmundslust GstNr.: .71/2, .71/1 Schloss Sigmundslust                                                                        |
| ja   | Datei hochladen | Expositurkirche Mariae Heimsuchung und Friedhof HERIS-ID: 90644 Objekt-ID: 105345 TKK: 14917                | Hinterriß 5 Standort KG: Vomp                            | Der barocke Saalbau wurde von 1754 bis 1759 errichtet und im Jahr 1840 verlängert. Das Fresko an der Fassade zeigt Maria als Schützerin von Hinterriß. Hochaltar und Seitenaltar sind neuromanisch. | BDA-Hist.: Q37748358 Status: § 2a Stand der BDA-Liste: 2025-06-30 Name: Expositurkirche Mariae Heimsuchung und Friedhof GstNr.: 2791/1 Mariä Heimsuchung, Hinterriß                                                                  |
| ja   | Datei hochladen | Mesnerhaus, Klösterle HERIS-ID: 90645 Objekt-ID: 105346 TKK: 116457                                         | Hinterriß 5 Standort KG: Vomp                            | Das zweigeschoßige Mesnerhaus ist unmittelbar an die im Jahr 1840 vergrößerte Expositurkirche angebaut. | BDA-Hist.: Q37748396 Status: § 2a Stand der BDA-Liste: 2025-06-30 Name: Mesnerhaus, Klösterle GstNr.: 2791/1 |
| ja   | Datei hochladen | Wildtrocknungsanlage in Hinterriß HERIS-ID: 64379 Objekt-ID: 77095 TKK: 28310                               | bei Hinterriß 20b Standort KG: Vomp                      | | BDA-Hist.: Q38106825 Status: Bescheid Stand der BDA-Liste: 2025-06-30 Name: Wildtrocknungsanlage in Hinterriß GstNr.: .236 Wildtrocknungsanlage Hinterriß                                                                            |
| ja   | Datei hochladen | Walburga-Kapelle bei der Engalm HERIS-ID: 100998 Objekt-ID: 117281 TKK: 116456                              | neben Hinterriß-Eng 16 Standort KG: Vomp                 | Der kleine Kantholzbau mit verschindeltem Satteldach wurde 1759 zur seelsorglichen Betreuung der Hirten, Sennen und Holzknechte der damals 22 Almen in der Eng erbaut. Der kleine Dachreiter wurde 1990 erneuert. Im Giebelfeld über der Eingangstür befindet sich ein Kruzifix. | BDA-Hist.: Q37786392 Status: § 2a Stand der BDA-Liste: 2025-06-30 Name: Walburga-Kapelle bei der Engalm GstNr.: 2684 Walburgakapelle, Eng                                                                                            |
| ja   | Datei hochladen | Falkenhütte, Adolf Sotier-Haus HERIS-ID: 112341 Objekt-ID: 130484 TKK: 82171seit 2016                       | Hinterriß-Johannistal 43 (Falkenhütte) Standort KG: Vomp | Die auf 1848 m ü. A. unterhalb der Laliderer Spitze gelegene Schutzhütte des Deutschen Alpenvereins wurde 1921–1923 erbaut. Der zweigeschoßige, verschindelte Holzbau mit einem aus Bruchsteinen gemauerten Sockelgeschoß, ebenerdigem Stubenerker und steilem Satteldach mit Dachhäuschen weist an der Südwestseite einen verschindelten Anbau mit Satteldach und an der Südostseite eine große Terrasse auf. | BDA-Hist.: Q1394246 Status: Bescheid Stand der BDA-Liste: 2025-06-30 Name: Falkenhütte, Adolf Sotier-Haus GstNr.: 2736/2 Falkenhütte                                                                                                 |
| ja   | Datei hochladen | Ansitz Mitterhart HERIS-ID: 40363 Objekt-ID: 40289 TKK: 14943                                               | Innhöfe 3 Standort KG: Vomp                              | Der Ansitz wurde vor 1620 von Hieronymus Ritter von Stauber († 1636) erbaut, dem auch Tratzberg gehörte. Durch seine Enkelin Maria Regina Imhoff kam Mitterhart an die Grafen Fieger von Hirschberg, die ihm die heutige Gestalt gaben. Im 19. Jahrhundert, nach dem Aussterben der Fieger im Jahre 1805, sind die Gwercher (Gwercherschlössl) und die Ritter von Woertz Besitzer. Seit 1938 wird Mitterhart als Gasthaus geführt. Der schlichte Ansitz, dahinter ein Turm mit großer eingeschnürter Zwiebelhaube, hat ein interessantes Portal mit wulstiger Rustika-Rahmung und seitlichen Säulen mit Balkon. Das Haus wurde mehrfach umgebaut, innen sind noch Räume mit flachbändrigem Stuck aus der Zeit um 1730 erhalten.              | BDA-Hist.: Q17310317 Status: Bescheid Stand der BDA-Liste: 2025-06-30 Name: Ansitz Mitterhart GstNr.: 778/1 |
| ja   | Datei hochladen | Lourdeskapelle HERIS-ID: 90599 Objekt-ID: 105296 TKK: 14885                                                 | Standort KG: Vomp                                        | Die Lourdeskapelle am Fuß des Kreuzbichls wurde um 1900 errichtet. Die in den Hang gebaute Kapelle wird seitlich von zwei abgeschrägten Natursteinmauern eingefasst. Die verputzte Eingangsfassade weist einen Dreieckgiebel und eine Segmentbogentür auf. Im Inneren befindet sich eine durch ein niedriges Gitter abgetrennte, mit Tuffsteinen ausgelegte Grotte mit den Gipsfiguren der Madonna und der vor ihr knienden hl. Bernadette. | BDA-Hist.: Q37747665 Status: § 2a Stand der BDA-Liste: 2025-06-30 Name: Lourdeskapelle GstNr.: .296 |
| ja   | Datei hochladen | Bildstock Christus an der Geißelsäule HERIS-ID: 90626 Objekt-ID: 105324 TKK: 115779                         | bei Fiecht 34 Standort KG: Vomp                          | Die Schnitzfigur Christus an der Geißelsäule aus der ersten Hälfte des 19. Jahrhunderts steht in einem gemauerten Bildstock. | BDA-Hist.: Q37748022 Status: § 2a Stand der BDA-Liste: 2025-06-30 Name: Bildstock Christus an der Geißelsäule GstNr.: 526/9 Bildstock Christus an der Geißelsäule, Fiecht                                                            |
| ja   | Datei hochladen | Wengerkapelle HERIS-ID: 90627 Objekt-ID: 105325 TKK: 14919                                                  | Standort KG: Vomp                                        | Die offene Kapelle entlang des Wallfahrtswegs wurde 1644 erbaut. | BDA-Hist.: Q37748053 Status: § 2a Stand der BDA-Liste: 2025-06-30 Name: Wengerkapelle GstNr.: 2570 |
| ja   | Datei hochladen | 6 Bildstöcke HERIS-ID: 90629 Objekt-ID: 105327 TKK: 14930, 14927, 14922, …                                  | Standort KG: Vomp                                        | Die steinernen Bildsäulen stammen aus der Zeit um 1600, die Kupfertafeln mit Passionsszenen (Jesus am Ölberg, Geißelung, Dornenkrönung, Kreuztragung, Kreuzigung und Auferstehung) wurden um 1964 von Karl Severin Unterberger geschaffen. | BDA-Hist.: Q37748124 Status: § 2a Stand der BDA-Liste: 2025-06-30 Name: 6 Bildstöcke GstNr.: 3053, 2814/1 6 Bildstöcke, Vomp |
| ja   | Datei hochladen | Freiungssäule, Weiße Marter HERIS-ID: 90653 Objekt-ID: 105355 TKK: 115757                                   | Standort KG: Vomp                                        | Die viereckige Säule mit Tabernakel und Holzhelm am Weg nach St. Georgenberg stammt aus der Zeit um 1450. Anmerkung: Am Fahrweg von Weng nach St. Georgenberg | BDA-Hist.: Q37748482 Status: § 2a Stand der BDA-Liste: 2025-06-30 Name: Freiungssäule, Weiße Marter GstNr.: 2949 Freiungssäule, Weiße Marter, Vomp                                                                                   |
| ja   | Datei hochladen | 14 Kreuzwegstationen nach Georgenberg HERIS-ID: 90654 Objekt-ID: 105356 TKK: 116458, 14941                  | Standort KG: Vomp                                        | Die vierzehn Kreuzwegstationen am Weg von Fiecht nach St. Georgenberg wurden 1946 von Hans Andre in Öl auf Kupfer gemalt und Ende der 1990er Jahre dilettantisch übermalt. Die Bildtafeln waren ursprünglich an Bäumen angebracht und wurden 2005 in neue, von Hans Knapp entworfene Bildstöcke aus Betonguss eingesetzt. Bei der Neugestaltung wurden die Bilder in ihrer ursprünglichen Form wiederhergestellt und wo dies nicht mehr möglich war, von Wolfram Köberl neu gemalt. Gänzlich von Andre stammen die 12., 13. und 14. Station, komplett neu gemalt wurden die 1., 2., 5., 6. und 7. Station, bei den restlichen wurden erhaltene Teile von Köberl ergänzt.                                                                     | BDA-Hist.: Q37748516 Status: § 2a Stand der BDA-Liste: 2025-06-30 Name: 14 Kreuzwegstationen nach Georgenberg GstNr.: 2942, 2832/1, 2832/3, 2949, 2950 Kreuzweg nach Georgenberg                                                     |
| ja   | Datei hochladen | Kapelle Maria Schnee/Veitenkapelle HERIS-ID: 64190 Objekt-ID: 76896 TKK: 14896                              | Vomperberg 49, gegenüber Standort KG: Vomp               | Die Kapelle Maria Schnee am Vomperberg wurde 1717 erbaut. Der Altar enthält ein Bild Maria Schnee aus der Zeit um 1850 in einem älteren barocken Rahmen. | BDA-Hist.: Q38105660 Status: Bescheid Stand der BDA-Liste: 2025-06-30 Name: Kapelle Maria Schnee/Veitenkapelle GstNr.: .186 |
| ja   | Datei hochladen | Urnenfelderzeitliches Brandgräberfeld HERIS-ID: 58469 Objekt-ID: 69143 TKK: seit 2013                       | Standort KG: Vomp                                        | In der Fiechter Au wurde seit 2005 ein ausgedehntes Brandgräberfeld aus der Spätbronzezeit freigelegt, das vermutlich in engem Zusammenhang zum damals betriebenen Kupfererzbergbau um Schwaz steht. Die Gräber sind Steinkisten, die einen dachförmigen Holzeinbau hatten und von einem Steinhügel mit ovalem, rundem oder quadratischem Grundriss überdeckt waren. An Grabbeigaben wurden unter anderem Bronzespiralen, Messer, Armreifen, Gürtelhaken und Keramik gefunden. | BDA-Hist.: Q38083620 Status: Bescheid Stand der BDA-Liste: 2025-06-30 Name: Urnenfelderzeitliches Brandgräberfeld GstNr.: 3235/5, 3235/1                                                                                             |